# Головченко, Сергей Сергеевич
Серге́й Серге́евич Голо́вченко (род. 16 июля 1959, Луганск, СССР) — советский и российский документалист, сценарист, публицист. Дипломант международного кинофестиваля «ЕвразияDOC» в особой номинации «За проникновенное отражение человеческой драмы» (2016). Лауреат премии имени А. М. Горчакова за политическую публицистику, документальное расследование, вклад в борьбу с неофашизмом (Национальный комитет общественных наград 2008).

### Биография.
Родился в семье советского дипломата и востоковеда Сергея Геннадьевича Головченко (дипломатический ранг — советник), долгие годы проработавшего во Вьетнаме.
Учился в Институте стран Азии и Африки (ИСАА при МГУ, отделение китайской филологии).
Окончил факультет журналистики МГУ (1986).
Работал корреспондентом в газетах «Комсомолец Донбасса» (Донецк), «Труд», «Деловой Мир», «Мегаполис-Экспресс», «Аргументы и факты», агентствах АПН и ТАСС.
С 1993 года — в электронных СМИ. Репортер телевизионных программ «Времечко», «Сегоднячко».Шеф-редактор городских новостей (РЕН ТВ). Ведущий радиостанции «Милицейская волна» (107.8 FM).Автор сценария дневного ток-шоу «Принцип Домино с Еленой Хангой» (НТВ). Шеф-редактор программы «Фактор страха Сибирь с Кириллом Набутовым» (НТВ). Шеф-редактор программ «Проверено на себе», «Принцип Домино» ( РЕН ТВ, 2005- 2007).
С 2000 года — снимает неигровое кино.
Специализируется на политической, исторической, документальной публицистике. С 2021 года - шеф-редактор проекта "Кастусь Калиновский. Демистификация" (Фонд Историческая память).

### Деятельность
Выступил категорически против героизации нацистских пособников на Украине и в Прибалтике, инициировав создание документального цикла из пяти фильмов: «Позорная тайна Хатыни», «Роман Шухевич: герой или злодей?», «Оккупация по-эстонски», «Под литерой D», «Зимнее волшебство: неизвестная трагедия» (режиссёры — О. Дыховичная, А. Милославов, ведущий — В. Туз). Ленты неоднократно транслировались в эфире телеканала «Звезда».
В 2010 году стал автором полнометражного фильма-разоблачения «Misha», в котором высмеял Михаила Саакашвили и опроверг основные факты официальной биографии грузинского президента-реформатора.
С 2012 по 2017 годы сотрудничал с фондом «Историческая память» (директор — А. Дюков). Продолжил критику этнократических, дискриминационных режимов в странах Прибалтики, а также нацизма и национализма на Украине. Автор фильмов «Угнанное детство» (2012), «Бабий Яр. Последние свидетели» (2013), «SB. Особое обращение» (2014).
После революции майдана, государственного переворота в Киеве, аннексии Крыма и начала войны в Донбассе многократно выезжал на съёмки в зоны вооружённого конфликта. Создал острую документальную киноленту «Корсуньский погром» (2014), а также цикл из трёх фильмов: «Война в Донбассе. Беженцы» (2014), «Война в Донбассе. Дневник» (2015), «Война в Донбассе. Круги ада» (2015). Являлся сотрудником Группы информации по преступлениям против личности (IGCP). Работает сценаристом на телеканале «Звезда» и других федеральных телеканалах.

### Семья
Дочь Мария (1985),
дочь Алена (1989),
сын Кирилл (1994),внук Андрей (2019),
дочь Надежда (2005)

### Фильмография.
- «Мой выбор» (2001, тираж «Союзвидео»)
- «Псы войны» (2004, телеканал «Россия»)
- «Хозяин зоны» (2005, телеканал «Россия»)
- «Любовь общего режима» (2005, телеканал «Россия»)
- «Сердце Азии» (2007, телеканал «24 Док»)
- «Бомжи» (2007, «Первый канал»)
- «Борислав Брондуков» (2008, «Первый канал»)
- «Позорная тайна Хатыни» (2008, телеканал «Звезда»)
- «Роман Шухевич. Герой или злодей?» (2008, телеканал «Звезда»)
- «Оккупация по-эстонски» (2009, телеканал «Звезда»)
- «Под литерой D» (2009, телеканал «Звезда»)
- «Зимнее волшебство: неизвестная трагедия» (2009, «Звезда»)
- «Misha» (2010, youtube) Цикл «Война против террора» (2011, 8 серий, телеканал «Звезда»)
- Спецпроект «Битва за воду» (2012, телеканал «РЕН»)
- Спецпроект «Фанаты» (2012, телеканал «РЕН»)
- «Угнанное детство» (2012, youtube)
- «Бабий Яр. Последние свидетели» (2013, youtube)
- «SB. Особое обращение» (2014, youtube)
- «Корсуньский погром» (2014, youtube IGCP)
- «Война в Донбассе. Беженцы» (2014, youtube IGCP)
- «Война в Донбассе. Дневник» (2015, youtube IGCP)
- «Война в Донбассе. Круги ада» (2015, youtube IGCP)
- «Звукометрист» (2016, фонд Историческая Память)
- «Улика из прошлого. Расстрел царской семьи» (2017, телеканал «Звезда»)
- «Теория Заговора. Климатические войны» (2017 «Звезда»)
- «Теория Заговора. Секты. Шпионаж под видом религии» (2017 «Звезда»)
- «Теория Заговора. Русофобия история болезни» (2017 «Звезда»)
- «Легенды госбезопасности. Никита Карацупа» (2017 «Звезда»)
- «Секретная Папка „Тайный план Черчилля“» («Звезда» 2018)
- "Секретная Папка «Операция „Аэродинамик“» («Звезда» 2019)
- «Секретные материалы. Химия Цветных Революций» («Звезда» 2019)
- «Секретные материалы. Охота на лесных братьев» («Звезда»  2019)
- «Секретные материалы. Дирлевангер: черная сотня СС» («Звезда» 2019)
- «Секретные материалы. Досье на палачей» («Звезда » 2020)
- «Секретные материалы. Скидель. Забытая трагедия белорусского народа»(«Звезда » 2020)
- "Секретные материалы. Операция Будапешт" ("Звезда" 2021)
- "Кастусь Калиновский. Как его придумали" ("Цифровая история" 2021)
- "Нюрнберг 2.0" (ЛайфДОК 2022)

## Награды
Кавалер ордена «За благородство помыслов и дел» (Совет ветеранов ЦА МВД России).
Награждён медалью «За жертвенное служение» (Общероссийское движение «Россия Православная»).
Медалями «90 лет образования СССР», «В ознаменование возвращения Крыма», «В ознаменование создания Новороссии» (общественная организация «Евразийский Народный Фронт»).